# Victor Heintz

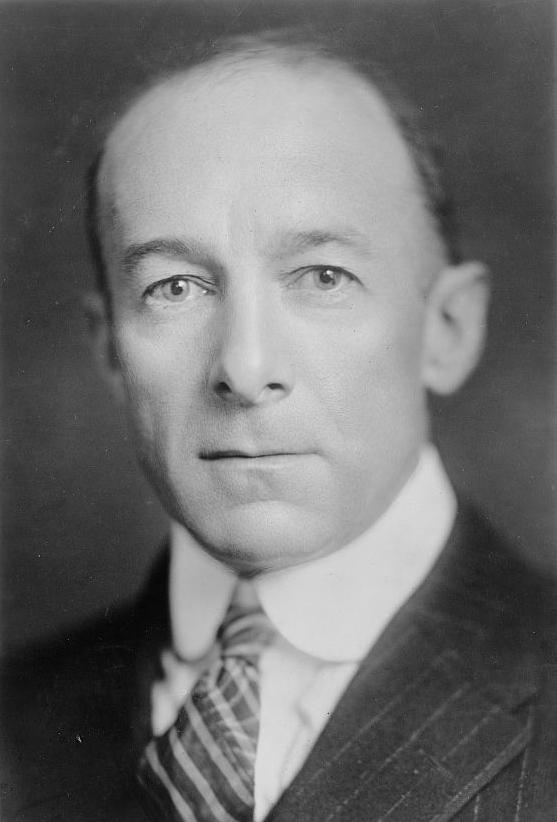
Victor Heintz (um 1917)

Victor Heintz (* 20. November 1876 in der Nähe von Grayville, Edwards und White County, Illinois; † 27. Dezember 1968 in Cincinnati, Ohio) war ein US-amerikanischer Politiker der Republikanischen Partei und Veteran des Ersten Weltkrieges. Von 1917 bis 1919 war er Mitglied des Repräsentantenhauses der Vereinigten Staaten für den 2. Kongressdistrikt des Bundesstaates Ohio.

## Biografie
Victor Heinz wurde auf einer Farm in der Nähe von Grayville geboren. Nach dem Besuch der öffentlichen Schulen  studierte Heintz an der University of Cincinnati Rechtswissenschaften. 1896 schloss er sein Studium ab, 1898 wurde er als Rechtsanwalt zugelassen und praktizierte fortan in Cincinnati. Sechs Jahre diente er in der Kavallerie und der Infanterie der Ohio National Guard.
Heintz kandidierte bei den Kongresswahlen 1916 im 2. Kongressdistrikt von Ohio, um ins US-Repräsentantenhaus einzuziehen. Er setzte sich schließlich durch und trat die Nachfolge von Alfred G. Allen an. 1918 ließ er sich nicht mehr zur Wiederwahl aufstellen. Während seiner Zeit im Repräsentantenhaus zog er für sein Heimatland in den Ersten Weltkrieg. Er diente zuletzt im Range eines Captains im 147. US-Infanterie Regiment. Nachdem er aus dem Krieg wieder in seine Heimat zurückgekehrt war, wurden ihm einige Orden und Ehrungen zuteil. Er erhielt das Distinguished Service Cross, den Silver Star, das Purple Heart und das Croix de guerre. Bis 1961 arbeitete er als Rechtsanwalt, dann zog er sich in den Ruhestand zurück.
1968 starb Heintz in Cincinnati. Er wurde auf dem Armstrong Chapel Cemetery in Cincinnati beigesetzt.